# Vilkaviškis
Vilkaviškis est une ville de l'apskritis de Marijampolė et le chef-lieu de la municipalité du district de Vilkaviškis, en Lituanie.

## Histoire
Les droits de Magdebourg ont été accordés à Vilkaviskis en 1660. À cette époque dans cette région, la communauté juive était active dans cette région. Des synagogues et maisons d'habitation ont été construites, la communauté juive développait le commerce, et les artisans juifs travaillaient librement, les agriculteurs étaient actifs.
Jusqu'en 1795, La région de Vilkaviskis faisait partie du Grand-Duché de Lituanie.
Après la troisième division de l’État de la Lituanie et la Pologne la région de Vilkaviskis devient la partie de la Prusse.
Après la défaite de la Prusse par Napoléon Bonaparte en 1806, les allemands se retirent et la constitution napoléonienne entre en vigueur. Le 22 juin 1812 Napoléon Bonaparte visite Vilkaviskis. Il nomme cette ville « le petit Paris ».
Après le Congrès de Vienne en 1815, Vilkaviskis a fait partie de la province d'Augustów. 
La région s'est développée, la population a augmenté et un certain nombre d'activités ont été entreprises. De nouveaux bâtiments ont été construits : une pharmacie, des abattoirs, un palais de justice et des moulins à huile.
Pendant la Première Guerre mondiale, la ville de Vilkaviskis a été occupée par les allemands deux fois : à cette époque, un certain nombre d'hommes ont été envoyés aux camps allemands des prisonniers de guerre. Les entreprises qui fonctionnaient avant la guerre ont été fermées. Finalement, la puissance d'occupation allemande s'est affaiblie et la région a été autorisée à organiser sa propre autorité administrative.
En 1940, Vilkaviskis a été de nouveau occupée, cette fois-ci par les russes, qui ont nationalisé les hôpitaux privés, les usines, les librairies. En 1941, l'armée allemande a commencé à bombarder la ville, a occupé les bureaux, la ville a été envahie par des batailles acharnées.
La guerre a dévasté Vilkaviskis. La ville était en ruines.
Avant la Seconde Guerre mondiale, la ville comptait environ 800 maisons, et en 1944, il ne restait plus que 48 bâtiments intacts. 
Avant la Seconde Guerre mondiale, la communauté juive de la ville représente 40 % de la population totale.
En 1941, la ville est le théâtre de nombreuses exécutions de masse de la communauté juive dans le cadre de la Shoah par balles. En juillet, 500 à 600 juifs sont tués ainsi qu'une soixantaine de communistes lituaniens. En novembre 115 autres juifs. Début 1942, encore une douzaine des derniers juifs. Les assassins sont des allemands assistés de collaborateurs lituaniens. Un mémorial est érigé sur le site des massacres.

## Personnalités historiques
Dans la région ont vécu plusieurs personnalités historiques les plus connues sont les deux suivantes :
Le 16 février 1918, le rêve tant attendu de J. Basanavičius se réalisa. 20 membres du Conseil de Lituanie, présidé par lui, ont proclamé l'indépendance de la Lituanie. J. Basanavičius a été le premier à signer l’Acte d'indépendance.
Vincas Kudirka était l'un des idéologues du mouvement national lituanien. L’auteur de l'hymne national lituanien.